# Ібр
Ібр — річка в Україні, у Чуднівському та Любарському районах Житомирської області, ліва притока Тетерева. 

## Опис
Довжина 16,25 кілометрів. Площа басейну 114 км². Похил 3,4 м/км.

## Розташування
Бере початок у болотистих місцях села Гордіївка на висоті 288 метрів; далі протікає через ряд сіл і впадає у річку Тетерів. По течії річки знаходяться значні озера.  

## Притоки
- Ліві: Безбантий, Гібра
- Праві: Зелений

Річка становить важливе місце в розвитку та веденню господарства. Тут присутні численні види риб, околиці населяють різноманітні тварини.